# M/Y Vigor

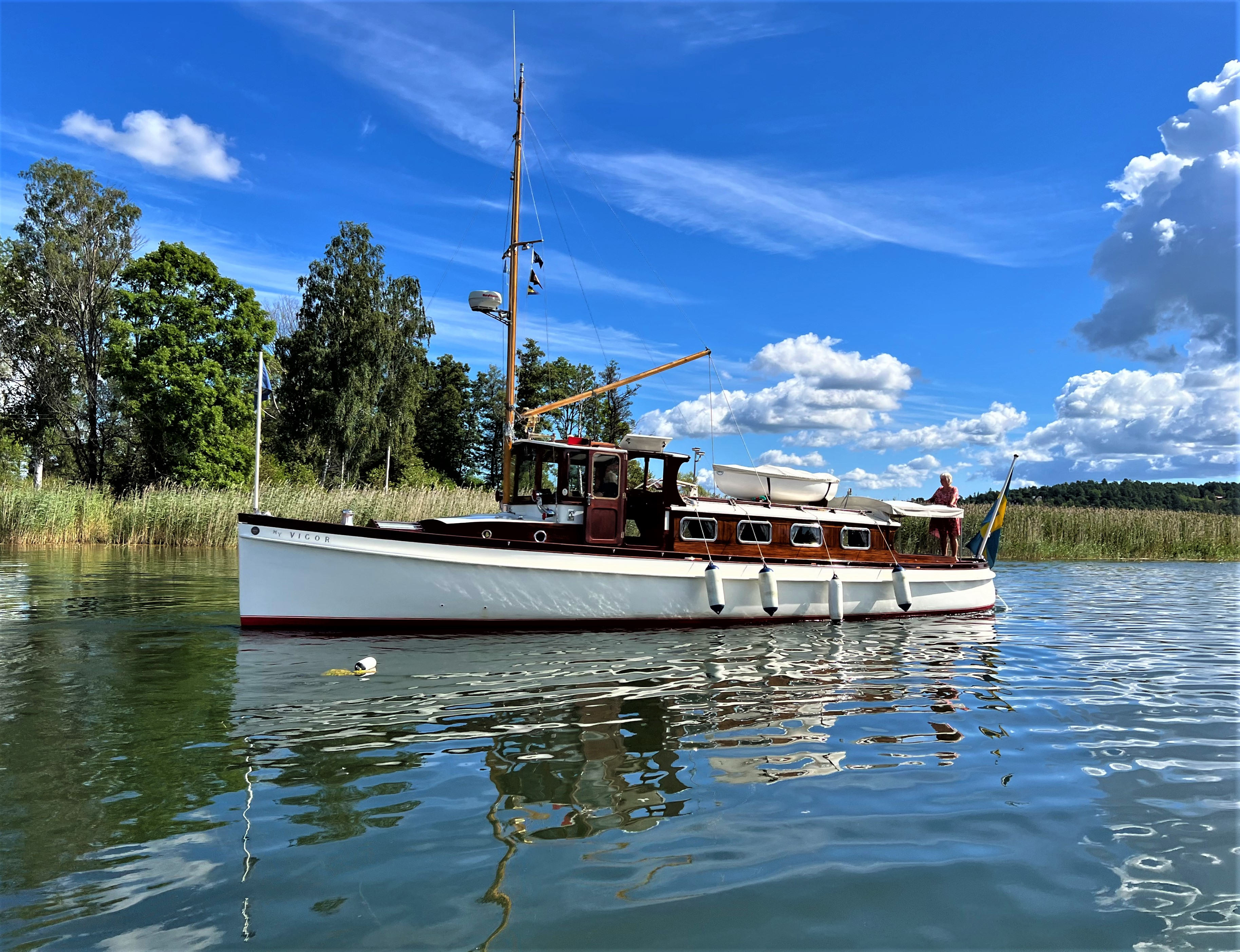
M/Y Vigor på Stora Ekholmen utanför Vaxholm, 2022.

M/Y Vigor är en svensk motoryacht från 1909, som ritades av August Plym och tillverkades av Stockholms Båtbyggeri AB i Neglinge.
M/Y Vigor byggdes på beställning av grosshandlare Otto Francke (död 1936) i Västra Ekedal i Saltsjö-Boo. Hon hade flera ägare fram till 1976, då båtens nuvarande ägare köpte henne, och har också varit i flottans tjänst under några år, gråmålad. En omfattande renovering genomfördes 1992–2005.
M/Y Vigor k-märktes 2016 av Sjöhistoriska museet.